# Cour d'honneur

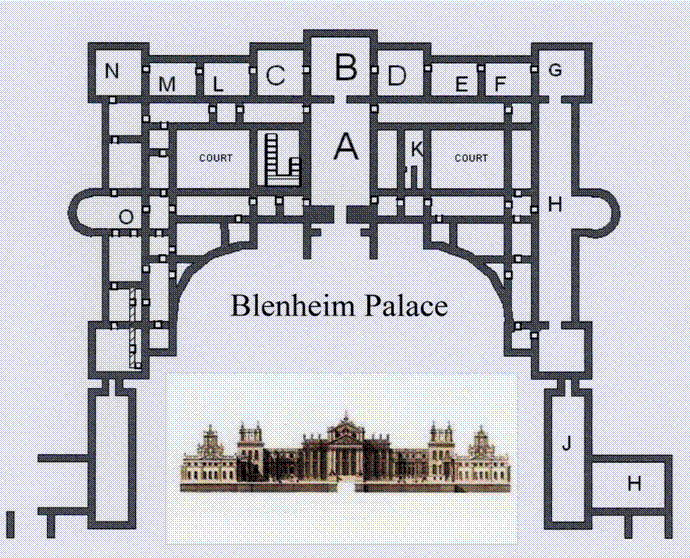
Palacio de Blenheim. El cour d'honneur es el gran patio axial de entrada rodeado por las alas secundarias que contienen cocinas y oficinas domésticas, y flanquean el corps de logis

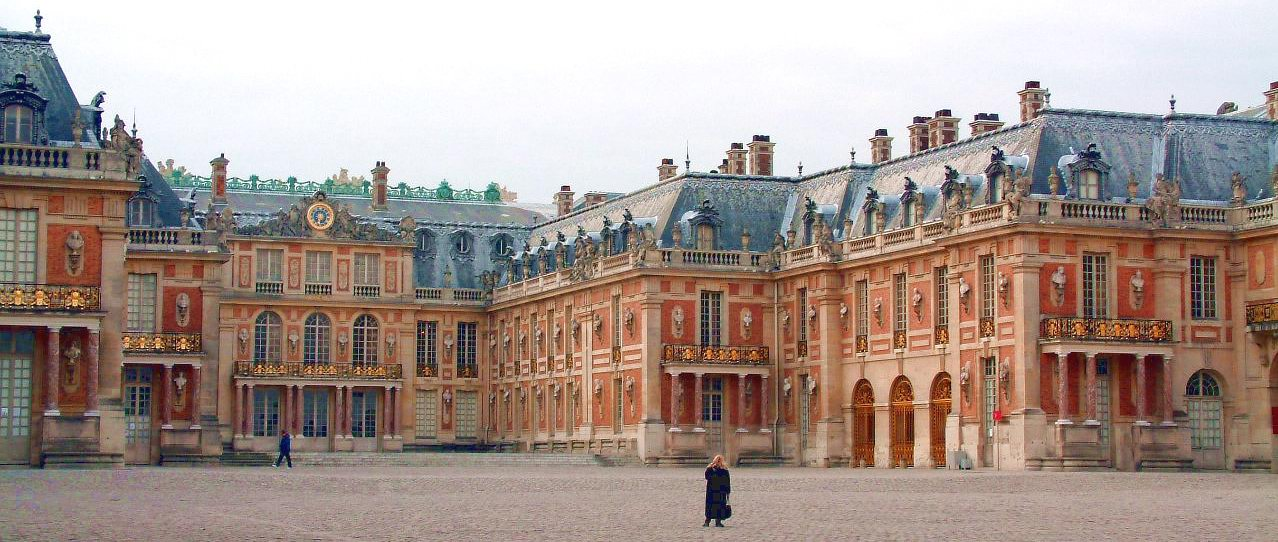
Louis Le Vau abrió el patio interior del Palacio de Versalles para crear el extenso cour d'honneur de entrada, copiado posteriormente por toda Europa.

Cour d'honneur (pronunciación en francés: /kuʁ dɔnœʁ/, en español patio de honor) es el término arquitectónico que designa un patio de tres lados, creado al flanquear el bloque central o corps de logis con alas secundarias simétricas que contienen habitaciones menores. El palacio de Versalles (fotografía) y el palacio de Blenheim (plano) tienen este tipo de patio de entrada.
En el siglo XVI, algunas casas de campo simétricas de Europa Occidental construidas con planta en forma de U resultaron en una puerta central protegida en un patio rodeado por dos alas, pero el cour d’honneur formalizado se encuentra por primera vez en los grandes palacios y mansiones europeos del siglo XVII, donde forma la entrada principal del edificio. Este patio abierto está presentado como el proscenio del teatro clásico, como los palazzi romanos opuestos en una calle en perspectiva en el Teatro Olímpico de Palladio (Vicenza, 1584). Como el teatro, el medio construido es definido y separado del espacio público con verjas de hierro forjado dorado. Posteriormente, las verjas fueron sustituidas con una pantalla arquitectónica de columnas, como en el Palais Royal (París), el palacio de Schönbrunn (Viena), el palacio de Charlottenburg (Berlín), el palacio de Alejandro (San Petersburgo), o la pantalla jónica de Henry Holland que estaba antiguamente en la Carlton House de Londres (ilustrado abajo).

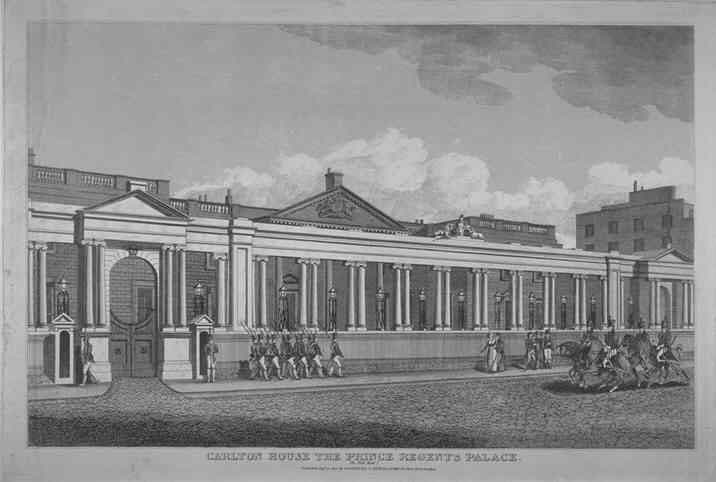
La pantalla jónica de Henry Holland está delante del pequeño cour d'honneur en la Carlton House del príncipe regente en Pall Mall, Londres

Técnicamente, el término cour d'honneur se puede usar para cualquier edificio grande, sea público o privado, antiguo o moderno, que tenga un patio simétrico de esta manera, por la que llegan los visitantes honrados. (el resto puede llegar sin floritura, por una entrada lateral.)
Se pueden encontrar ejemplos de cour d'honneur en muchos de los edificios barrocos y clásicos más destacados de Europa, como el Palazzo Pitti, una de las primeras residencias del siglo XVI que abrió un cour d'honneur (en este caso rodeando con tres lados un espacio público existente). Otros palazzi urbanos del siglo XVI permanecieron decididamente cerrados, como el Palazzo Farnese de Roma. En Roma, las alas del Palazzo Barberini de Carlo Maderno (1627) fueron las primeras que salían hacia delante desde un bloque central para crear un cour d'honneur (plano).

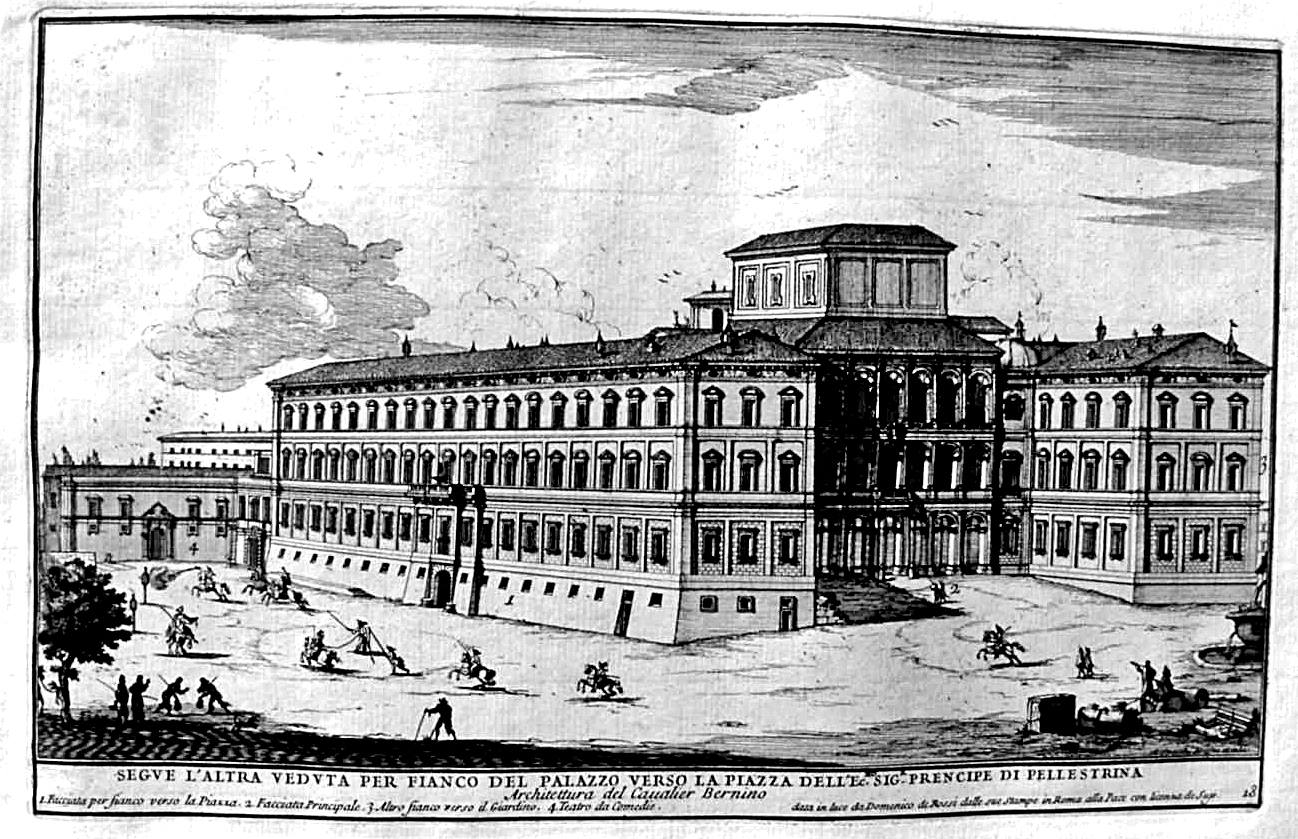
Palazzo Barberini: sin verja el patio de entrada sigue siendo espacio público.

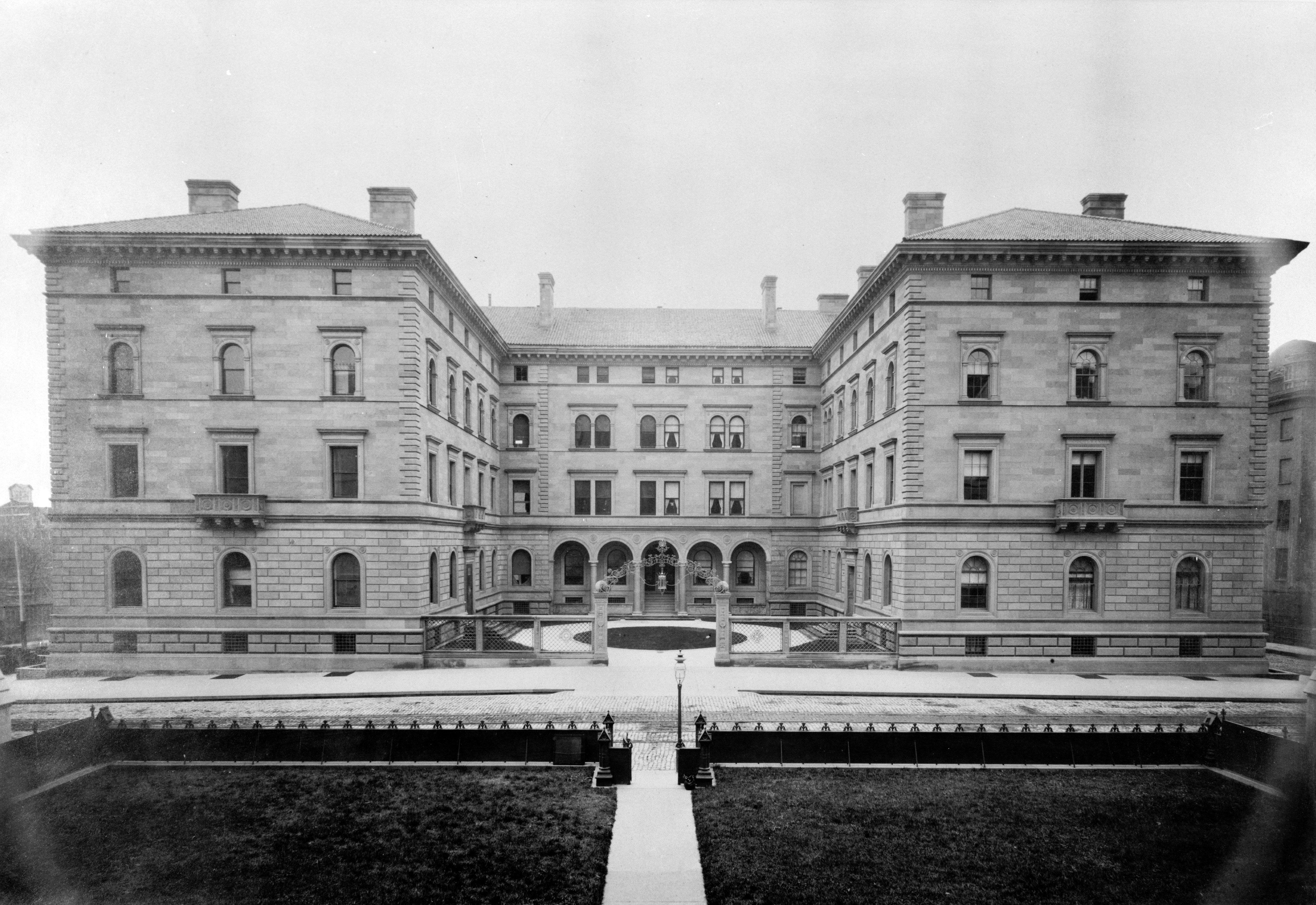
The Villard Houses en Madison Avenue, Nueva York

De una manera condensada y urbana, esta tipología aparece en las casas privadas parisinas, los hôtels particuliers construidos entre cour et jardin (pronunciado /ɑ̃ːtʁ kuːʁ e ʒaʁdɛ̃/), entre patio y jardín. En estos planos, la fachada de la calle puede expresarse como una puerta grandiosa, a menudo arqueada, por la cual podía pasar un carruaje hacia el cour d'honneur escondido detrás. En una parcela estrecha, una de las paredes que rodean el cour d'honneur podía ser solo una pantalla arquitectónica, que equilibra el ala del hôtel al otro lado, que contenía con frecuencia oficinas domésticas y un establo. En una mayor escala, el Palais Royal fue construido de esta manera. Fue uno de los primeros hôtels particuliers de París que tuvo un cour d'honneur, que estaba separado de la calle pública por una reja de hierro forjado, posteriormente una pantalla arquitectónica abierta con un gran jardín detrás, que ahora es espacio público. Cerca, el palacio de las Tullerías fue demolido, pero se conserva su cour d'honneur con el Arco de Triunfo del Carrusel, así como los jardín de las Tullerías detrás de la antigua ubicación del palacio.
En ciudades densas dispuestas en un riguroso plano ortogonal como Nueva York, las casas privadas con cour d'honneur eran raras, incluso en la Gilded Age; las Villard Houses en Madison Avenue y la antigua William K. Vanderbilt House eran dos de las pocas excepciones. En Londres, Burlington House conserva su cour d'honneur, como el palacio de Buckingham, pero allí el cour d'honneur está escondido detrás de la fachada este de Edward Blore de 1847, mucho más fotografiada, que está frente al Mall y ahora lo rodea. Sin embargo, el cour d'honneur, ahora conocido como The Quadrangle (El Cuadrilátero), sigue siendo la entrada principal al palacio.